# ʿAlī ibn Sahl Rabban at-Tabarī
Abū l-Hasan ʿAlī ibn Sahl Rabban at-Tabarī (arabisch ابو الحسن علي بن سهل ربن الطبري آملی, DMG Abū l-Ḥasan ʿAlī ibn Sahl Rabban aṭ-Ṭabarī) war ein christlicher persischer Arzt und Gelehrter aus Tabaristan, der zum Islam konvertierte und 855 eine erste arabischsprachige medizinische Enzyklopädie sowie eine Widerlegung des Christentums schrieb. Seine Lebensdaten (* um 805 in Merw; † um 870) sind unsicher.

## Leben
ʿAlīs Vater Sahl ibn Bischr war ein Astronom und Astrologe aus Tabaristan (daher al-Tabari – der Tabaristaner). Der abbasidische Kalif Al-Mu'tasim (833–842) berief ʿAlī an seinen Hof. Während seiner Herrschaft konvertierte er zum Islam. Der Kalif Al-Mutawakkil (847–861) behielt ihn in seinen Diensten.  Wahrscheinlich während seiner Regierungszeit verfasste er seine Widerlegung des Christentums.
Sein medizinische Lehrwerk Paradies der Weisheit zitiert Autoritäten wie Aristoteles, Alexander von Aphrodisias, Hippokrates, Galen, Māsarğawaih, Yūḥannā ibn Māsawaih und Ḥunain.
Ali ibn Sahl beherrschte das Syrische und Griechische, die beiden Quellen für die medizinische Tradition des Altertums, die für das mittelalterliche Europa verloren waren, und schrieb Verse in Kalligraphie. Sein berühmter Schüler Abu Bakr Muhammad ibn Zakariya ar-Razi (Rasis) hat seinen Ruhm verdunkelt.

## Werke
- Radd an-Naṣārā, eine Widerlegung der christlichen Lehren, deren Text erst 1959 ediert wurde.
- Kitāb ad-Dīn wa-d-daula ("Das Buch von Religion und Staat"). Es wird angenommen, dass ʿAlī at-Tabarī dieses Buch, in dem er sich darum bemüht, das Prophetentum Mohammeds insbesondere aus der Bibel zu beweisen,[4] um 855 verfasste.
- Firdaus al-Hikmah (Paradies der Weisheit) oder AL-Kunnash, eine Systematik der Medizin in sieben Teilen mit 358 Kapiteln; er schrieb es in Arabisch, doch übersetzte es auch ins Syrische, um ihm weitere Verbreitung zu sichern. Die letzten 36 Kapitel seines Firdaus al-Hikmah behandeln die indische Medizin und zitieren Werke von Sushruta, Charaka, sowie das Ashtanga Hridaya. Das Buch ist im Westen nie sehr bekannt gewesen, weil es nicht vor dem 20. Jahrhundert gedruckt wurde. Mohammed Zubair Siddiqui gab die fünf überlieferten Teile heraus. Es gibt noch keine englische Übersetzung.
- "Tuhfat al-Muluk" (Das Geschenk des Königs), über den richtigen Gebrauch von Essen, Trinken und Medizin
- "Hafzh al-Sihhah" (Die rechte Gesundheitspflege) nach griechischen und indischen Überlieferungen"
- "Kitab al-Ruqa" (Buch der Magie oder der Amulette)
- "Kitab fi al-hijamah" (Abhandlung über das Schröpfen)
- "Kitab fi Tartib al-'Ardhiyah" (Abhandlung über die Zubereitung der Speisen).

## Belege
1. ↑  Siddiqi (Hrsg.): Kitʿāb Firdaus al-Hikma. Berlin 1928 (arabisch).
2. ↑  Vgl. Schumann 48.
3. ↑  Vgl. Thomas 17b.
4. ↑  Vgl. Schumann 48

| Personendaten    | Personendaten |
| ---------------- | --- |
| NAME             | Tabarī, ʿAlī ibn Sahl Rabban at-                                                                                            |
| ALTERNATIVNAMEN  | Tabarī, Abū l-Hasan ʿAlī ibn Sahl Rabban at-; Tabari, Abu al-Hasan Ali ibn Sahl Rabban al-; Tabari, Ali ibn Sahl Rabban al- |
| KURZBESCHREIBUNG | persischer Arzt und Gelehrter                                                                                               |
| GEBURTSDATUM     | um 805 |
| GEBURTSORT       | unsicher: Merw |
| STERBEDATUM      | um 870 |